# Walter Medley Tattersall
Walter Medley Tattersall (ur. 8 listopada 1882 w Liverpoolu, zm. 5 października 1948) – brytyjski zoolog i biolog morski, znany z badań nad pancerzowcami.

## Życiorys
W 1901 ukończył zoologię na Uniwersytecie Liverpoolskim. Następnie pracował jako naturalista dla Irlandzkiego Ministerstwa Rybołówstwa (Irish Fisheries Department), gdzie pod okiem Ernesta Holta studiował skorupiaki. W 1909 został dyrektorem Muzeum Manchesterskiego, pracując jednocześnie jako adiunkt biologii morskiej na Uniwersytecie Manchesterskim oraz Uniwersytecie w Sheffield. W 1911 uzyskał stopień naukowy doktora (Sc.D.).
W 1916 poślubił Olive Selden Attride. Podczas I wojny światowej służył jako szeregowy we Flandrii i Francji, gdzie został ranny w 1918.
W 1922 został profesorem Uniwersytetu w Cardiff, gdzie pozostał do końca życia. Tattersall był cenionym nauczycielem zoologii i biologii morskiej, a także badaczem taksonomii organizmów żywych. Pozostawił po sobie ogromną liczbę publikacji. Opisał wiele gatunków skorupiaków, zwłaszcza szczętek i skorupiaków z grupy Mysidacea. Wiele z ilustracji w jego publikacjach jest autorstwa jego żony, Olive.

## Wybrane publikacje
- Andrew Tattersall, W. M. & Tattersall, O. S.: British Mysidacea. Pisces Conservation Ltd., 2000. ISBN 1-904690-09-2. Brak numerów stron w książce